# WORLD ORDER
WORLD ORDER는 일본의 댄스 퍼포먼스 그룹이다.

## 개요
다쿠쇼쿠 대학 레슬링부 감독 · 탤런트(배우) · 작가 스도 겐키가 6명의 남성 댄서와 함께 결성하였다. "양복을 입고 안경을 쓰고 머리카락을 반듯이"라는 일본인 샐러리맨의 비주얼에 "로봇 같은 댄스"라는 점이 해외에서 높게 평가되어 일본 내에서는 여러 TV 프로그램에 출연을 계기로 지명도는 일반층까지 확대되었다.

## 구성원
| 현재 일원                    | 현재 일원             | 현재 일원              | 현재 일원 |
| 이름                         | 생년월일              | 비고                   |           |
| ---------------------------- | --------------------- | ---------------------- | --------- |
| 스도 겐키 (須藤元気)         | 1978년 3월 8일(47세)  | 보컬 · 프로듀서 · 감독 |           |
| 다카하시 아키히로 (高橋昭博) | 1979년 1월 4일(46세)  |                        |           |
| 우치야마 하야토 (内山隼人)   | 1980년 9월 22일(44세) |                        |           |
| 모리사와 유스케 (森澤祐介)   | 1982년 3월 14일(43세) |                        |           |
| 도미타 류타 (富田竜太)       | 1988년 6월 26일(36세) | 2013년 4월 24일 영입   |           |

### 이전 구성원
| 현재 일원                        | 현재 일원              | 현재 일원                                  | 현재 일원 |
| 이름                             | 생년월일               | 비고                                       |           |
| -------------------------------- | ---------------------- | ------------------------------------------ | --------- |
| 사치야마 키요유키 (崎山 清之)    | 1977년 12월 16일(47세) | 2011년 8월 12일 탈퇴                       |           |
| 노구치 료 (崎山 清之)            | 1980년 5월 13일(44세)  | 2013년 4월 30일 탈퇴                       |           |
| 오치아이 마사토 (落合将人)(탈퇴) | 1980년 8월 27일(44세)  | 2017년 8월 7일 탈퇴                        |           |
| 조니시 다카시 (上西隆史)         | 1986년 8월 13일(38세)  | 2011년 8월 12일 영입, 2018년 5월 28일 탈퇴 |           |

## 음반

### 정규 음반
- WORLD ORDER (2010년)
- 2012 (2012년)

### 싱글
- FIND THE LIGHT / PERMANENT REVOLUTION (2012년)